# 先锋街道 (南通市)
先锋街道是中华人民共和国江苏省南通市通州区下辖的一个街道办事处。
2015年3月24日，江苏省人民政府批复同意撤销先锋镇。以原先锋镇三圩头、苏家埭、花园、十六里墩、永安、秦家埭、周圩、双盟8个村委会区域设立通州区先锋街道办事处。街道办事处驻秦家埭村委会。

## 行政区划
先锋街道下辖以下村级行政区划单位：
三圩头村、苏家埭村、永安村、周圩村、花园村、十六里墩村、秦家埭村和双盟村。